# Федино (Свердловская область)
Фе́дино — упразднённый в 1971 году посёлок на территории современного Нижнетуринского муниципального округа Свердловской области России. По состоянию на 2011 год, несмотря на упразднение территориальной единицы, посёлок Федино упоминается в официальных документах в качестве точки маршрутов общественного транспорта.

## Название
Происхождение названия посёлка связывают с именем крещёного вогула.

## География
Федино было расположено между другими приисковых посёлками: Исом, Троицким и Артельным.

## История
Уральская область была главным районом ссылки раскулаченных со всей страны. В 1930—1931 годах на Урал было сослано 571,4 тысяч «кулаков». В том числе на Исовский горный округ было распределено 1178 семей.
В 1931—1932 годах в Федино переселяли репрессированных, которые работали на Исовских приисках. Переселенцы из Федина, помимо основной работы на приисках, могли подрабатывать покосах, в огородах, на заготовке дров у местных жителей.
3 марта 1971 года решением облисполкома № 155 вошёл в состав близлежащего посёлка городского типа Иса.

## Население
По данным переписи 1926 года (до переселения раскулаченных), на прииске Федино проживало 54 человека (24 мужчины и 30 женщин) в 17 хозяйствах. По состоянию на 1939 год Федино также числился прииском в составе Исовского рабочего посёлка. После войны на 1800 жителей поселка Федино было 350 голов крупного рогатого скота.
По состоянию на 1 ноября 1967 года Федино упоминается как посёлок в составе Исовского совета.

## Галерея

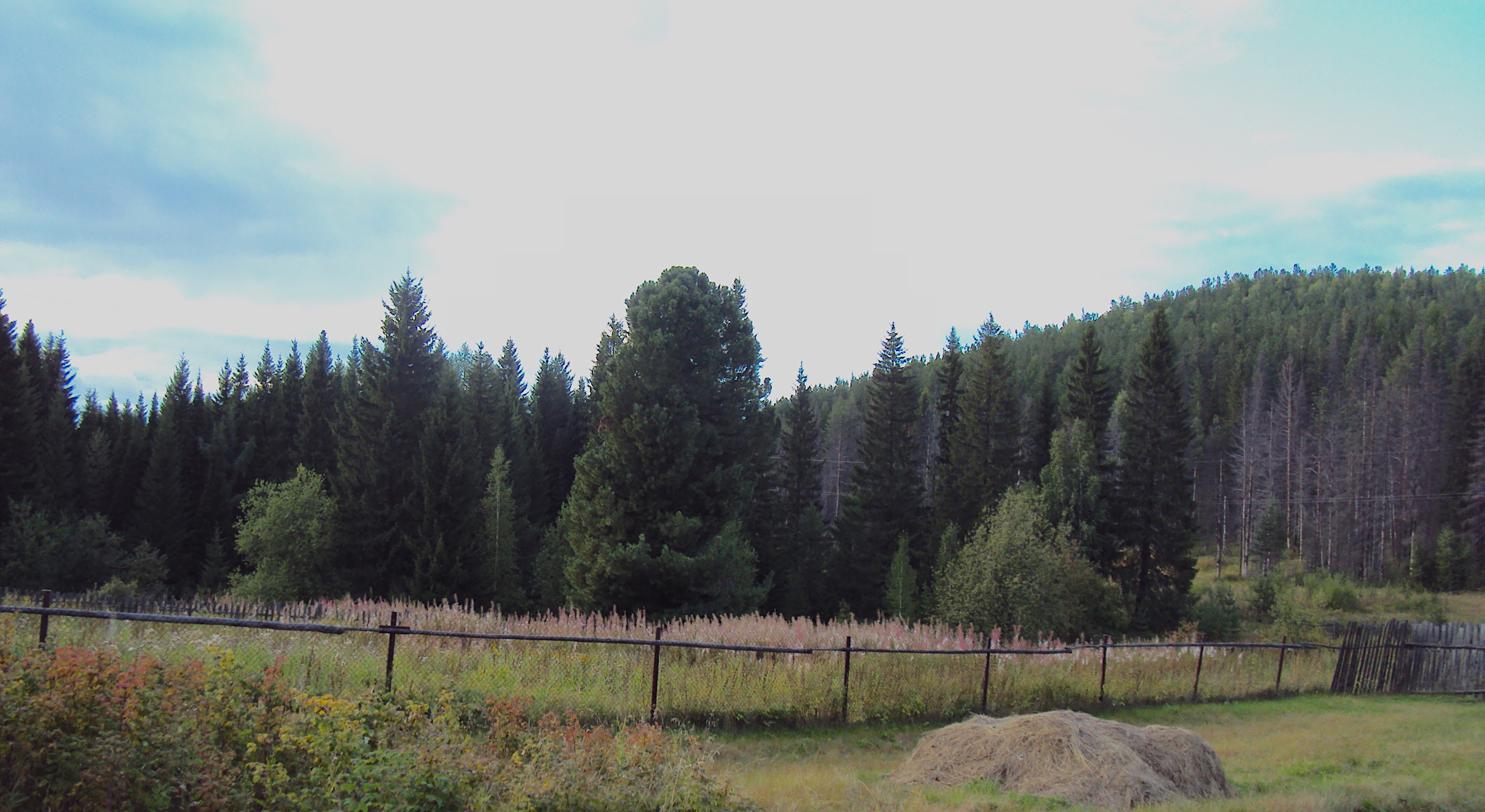
Вид на лесной массив в Федино
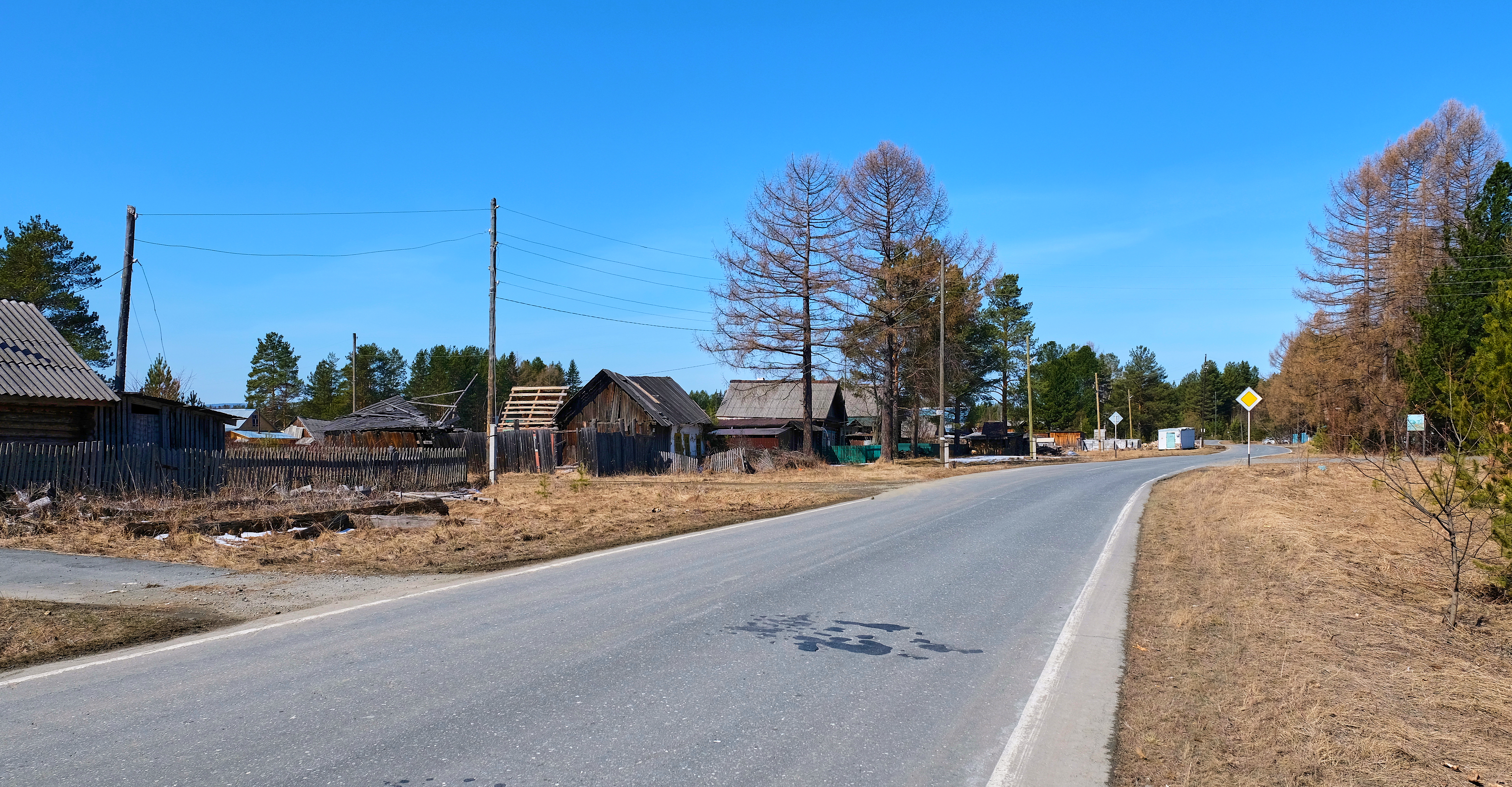
Жилые дома в посёлке
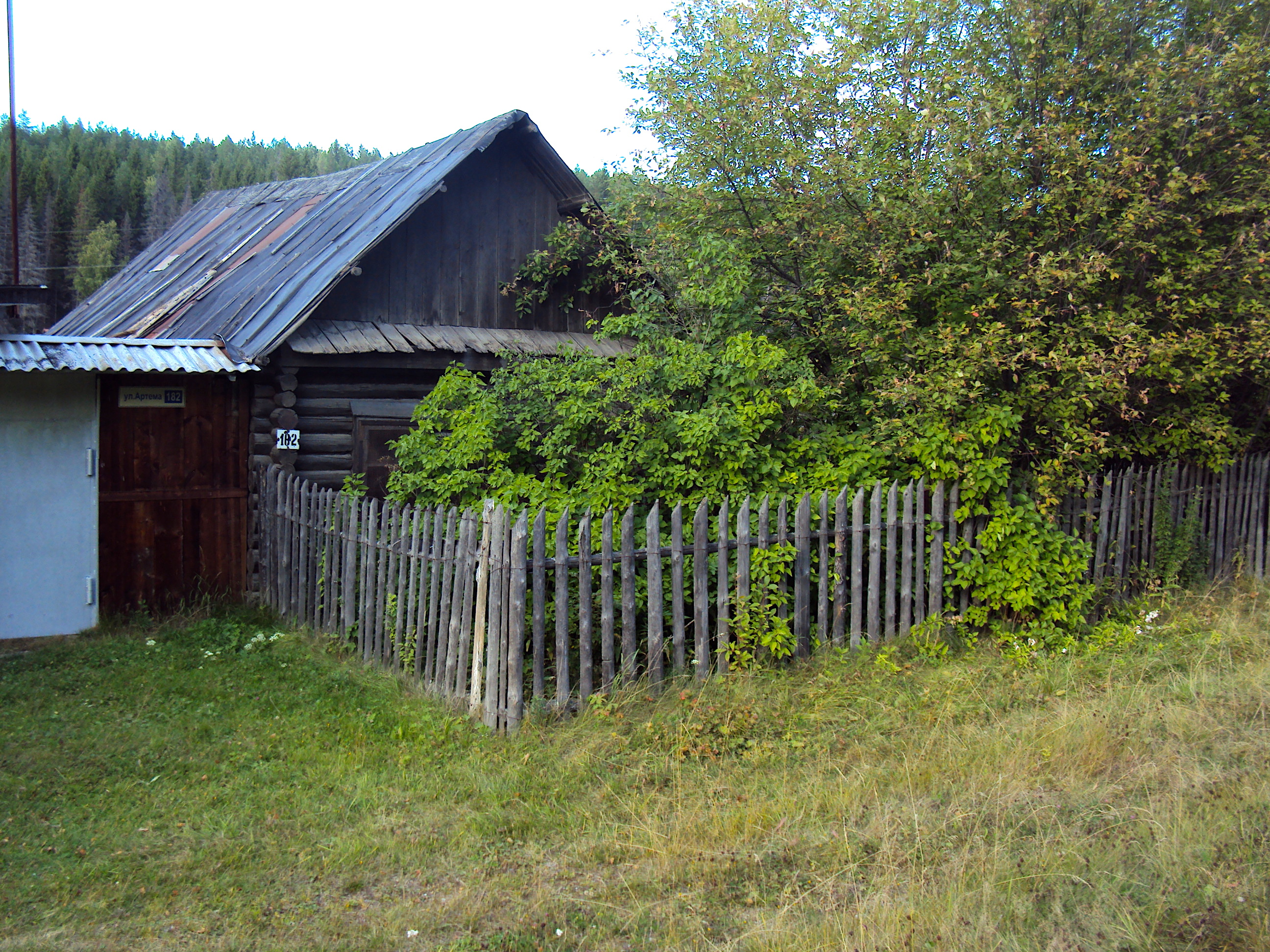
Постройки в посёлке Федино